# Allie Haze
Allie Haze, nome artístico de Brittany Sturtevant (Redlands, 10 de maio de 1987) é uma atriz pornográfica norte-americana de ascendência holandesa.
Iniciou sua carreira no cinema pornográfico em 2009, e desde então atuou em mais de 500 filmes. Trabalhou para vários estúdios, tais como Brazzers, Digital Playground, Naughty America e Wicked Pictures, entre outros.
Em 2011, transitou pelo cinema erótico e sob o pseudônimo de Brittany Joy ela assumiu o papel de Emmanuelle, sucedendo a atriz holandesa Sylvia Kristel.

## Primeiros anos
Allie Haze nasceu em 1987, na cidade de Redlands, em uma família de ascendência latina e neerlandesa. Quando criança, Haze participou de concursos infantil de beleza. Ela também atuou em peças de teatro. Durante o ensino médio Haze foi cheerleader.

## Carreira
Allie Haze iniciou sua carreira no cinema pornográfico em junho de 2009 aos 22 anos de idade, antes de obter papéis em filmes de roteiro. Em maio de 2011, ela assinou um contrato exclusivo com o estúdio Vivid Entertainment. Debutou com a produtora aproximadamente seis meses depois, no filme Allie Haze: True Sex. No mesmo ano, interpretou a princesa Leia Organa no filme Star Wars XXX - A Porn Parody.
Foi anunciado durante o Festival de Cannes 2011 que Haze seria a próxima Emmanuelle, papel que realizou sob o nome artístico de Brittany Joy. Em 2013, foi uma das 16 atrizes retratadas no documentário de Deborah Anderson, Aroused.
Em 2014, ela foi eleita a Penthouse Pet do mês de janeiro.
Em maio de 2021, Haze rompeu com a Vivid, sendo posteriormente representada pela LA Direct Models. 

## Vida pessoal
Haze se casou com um pregador quando tinha 18 anos de idade, de quem se divorciou aproximadamente dois anos depois. Ela se autodeclara bissexual.

## Prêmios e indicações
- 2011: AVN Award – Most Outrageous Sex Scene - Enema Boot Camp — venceu[18]
- 2011: AVN Award – Best All-Girl Couples Sex Scene - She's My Man 7 — indicada[19]
- 2011: AVN Award – Best New Starlet — indicada[19]
- 2011: AVN Award – Best Three-Way Sex Scene (G/G/B) - Speed — indicada[19]
- 2011: XBIZ Award – New Starlet of the Year — indicada[20]
- 2011: XRCO Award – New Starlet — venceu[21][22]
- 2012: AVN Award – Best Actress - Lost and Found — indicada[23]
- 2012: AVN Award – Best Boy/Girl Sex Scene - Lost and Found — indicada (compartilhado com Xander Corvus)[23]
- 2012: AVN Award – Best Oral Sex Scene - American Cocksucking Sluts — indicada (compartilhado com Kagney Linn Karter e Breanne Benson)[23]
- 2012: AVN Award – Best Tease Performance - Bush — indicada[23]
- 2013 - AVN - Indicada melhor atriz pornô do ano.